# Campeonato Mundial de Ciclismo em Pista de 1978
O LXXV Campeonato Mundial de Ciclismo em Pista celebrou-se em Munique (Alemanha Ocidental) entre 16 e 21 de agosto de 1978 baixo a organização da União Ciclista Internacional (UCI) e a Federação Alemã de Ciclismo.
As competições realizaram-se no Radstadion da cidade bávara. Ao todo disputaram-se 12 provas, 10 masculinas (3 profissionais e 7 amador) e 2 femininas.

## Medalhistas

### Masculino profissional
| Evento                 | Ouro                                  | Prata                                | Bronze                           |
| ---------------------- | ------------------------------------- | ------------------------------------ | -------------------------------- |
| Velocidade individual  | Koichi Nakano · Japão                 | Dieter Berkmann · Alemanha Ocidental | Yoshinobu Sugano · Japão         |
| Perseguição individual | Gregor Braun · Alemanha Ocidental     | Roy Schuiten · Países Baixos         | Jean-Luc Vandenbroucke · Bélgica |
| Meio fundo             | Wilfried Peffgen · Alemanha Ocidental | Martin Venix · Países Baixos         | Cees Stam · Países Baixos        |

### Masculinoamador
| Evento                  | Ouro                                                                                    | Prata                                                                                 | Bronze                                                                    |
| ----------------------- | --------------------------------------------------------------------------------------- | ------------------------------------------------------------------------------------- | ------------------------------------------------------------------------- |
| Velocidade individual   | Anton Tkáč · Tchecoslováquia                                                            | Emanuel Raasch · Alemanha Oriental                                                    | Christian Drescher · Alemanha Oriental                                    |
| Perseguição individual  | Detlef Macha · Alemanha Oriental                                                        | Norbert Dürpisch · Alemanha Oriental                                                  | Uwe Unterwalder · Alemanha Oriental                                       |
| Perseguição por equipas | Alemanha Oriental · Uwe Unterwalder · Gerald Mortag · Matthias Wiegand · Volker Winkler | União Soviética · Vladimir Osokin · Vasili Ehrlich · Vitali Petrakov · Igor Pilipenko | Suíça · Robert Dill-Bundi · Urs Freuler · Hans Känel · Walter Baumgartner |
| 1 km contrarrelógio     | Lothar Thoms · Alemanha Oriental                                                        | Jocelyn Lovell · Canadá                                                               | Rainer Hönisch · Alemanha Oriental                                        |
| Carreira por pontos     | Noël Dejonckheere · Bélgica                                                             | Walter Baumgartner · Suíça                                                            | Jean-Jacques Rebière · França                                             |
| Meio fundo              | Rainer Podlesch · Alemanha Ocidental                                                    | Mattheus Pronk · Países Baixos                                                        | Martin Rietveld · Países Baixos                                           |
| Tándem                  | Tchecoslováquia · Vladimír Vaičkář · Miroslav Vymazal                                   | Estados Unidos · Gerald Ash · Leslie Barczewski                                       | Países Baixos · Sjaak Pieters · Laurens Veldt                             |

### Feminino
| Evento                 | Ouro                                     | Prata                          | Bronze                          |
| ---------------------- | ---------------------------------------- | ------------------------------ | ------------------------------- |
| Velocidade individual  | Galina Tsariova · União Soviética        | Sue Novara · Estados Unidos    | Iva Zajíčková · Tchecoslováquia |
| Perseguição individual | Cornelia van Oosten-Hage · Países Baixos | Anne Riemersma · Países Baixos | Luigina Bissoli · Itália        |

## Medalheiro
| Ordem | País               | Medalha de ouro | Medalha de prata | Medalha de bronze | Total |
| ----- | ------------------ | --------------- | ---------------- | ----------------- | ----- |
| 1     | Alemanha Oriental  | 3               | 2                | 3                 | 8     |
| 2     | Alemanha Ocidental | 3               | 1                | 0                 | 4     |
| 3     | Tchecoslováquia    | 2               | 0                | 1                 | 3     |
| 4     | Países Baixos      | 1               | 4                | 3                 | 8     |
| 5     | União Soviética    | 1               | 1                | 0                 | 2     |
| 6     | Bélgica            | 1               | 0                | 1                 | 2     |
| 6     | Japão              | 1               | 0                | 1                 | 2     |
| 8     | Estados Unidos     | 0               | 2                | 0                 | 2     |
| 9     | Suíça              | 0               | 1                | 1                 | 2     |
| 10    | Canadá             | 0               | 1                | 0                 | 1     |
| 11    | França             | 0               | 0                | 1                 | 1     |
| 11    | Itália             | 0               | 0                | 1                 | 1     |
|       | TOTAL              | 12              | 12               | 12                | 36    |